# Наводнение в Техасе (2025)
С 4 по 5 июля 2025 года крупные наводнения произошли в Центральном Техасе, США, в результате них погибло не менее 121 человека. Наводнения, вызванные быстрым подъёмом уровня реки Гуадалупе на девять метров после чрезмерных осадков, характеризуются как «катастрофические». Наводнения начались 4 июля после выпадения больших объёмов дождя в Центральном Техасе. 4 июля было объявлено шесть чрезвычайных ситуаций из-за внезапных наводнений, которые включали города Кервилл и Мейсон. Река Гуадалупе поднялась приблизительно на 8,8 м в районе Ханта в округе Керр, где более 20 детей из летнего лагеря были объявлены пропавшими без вести. 5 июля были объявлены дополнительные чрезвычайные ситуации из-за внезапных наводнений и предупреждения о наводнениях в районе озера Травис (бассейн реки Колорадо).

## Метеорологический обзор
Поздним вечером 3 июля остаточная среднеуровневая циркуляция атлантического тропического шторма Барри была поглощена более широкой среднеуровневой ложбиной, содержащей остаточную влагу из тропических районов восточной части Тихого океана. Грозы и проливные дожди от этой системы вызвали смертельные наводнения в Центральном Техасе 4-5 июля, особенно вдоль реки Гуадалупе.

## Подготовка
Рано утром 4 июля отдел Центра прогнозирования погоды при Национальной метеорологической службе выпустил мезомасштабное обсуждение, в котором отмечалось, что «в течение ночи в центральной части Техаса, вероятно, будут наблюдаться случаи внезапных наводнений при очень сильных дождях. Почасовые осадки свыше 2—3 дюймов представляются разумными с учётом условий окружающей среды, а в отдельных районах за шесть часов может выпасть более 6 дюймов». Также указывалось, что возможное наводнение может привести к серьёзным последствиям.
В связи с наводнениями были объявлены чрезвычайные ситуации в шести местах. В сообщениях о чрезвычайных ситуациях говорилось, что «автоматические дождемеры показывают, что большая и смертельная паводковая волна движется вниз по реке Гуадалупе. Внезапные наводнения уже происходят». Перед наводнениями Национальная метеорологическая служба выпустила предупреждение о внезапных наводнениях для данного района незадолго до 14:00 3 июля. НМС позже выпустила предупреждение о наводнении в 01:00 4 июля.
Национальная метеорологическая служба объявила чрезвычайную ситуацию из-за внезапного наводнения от Сентер-Пойнта в округе Керр до Систердейла в округе Кендалл. Первая чрезвычайная ситуация из-за внезапного наводнения была объявлена для округа Керр сразу после 04:00, для Кервилла — около 05:30.

## Последствия

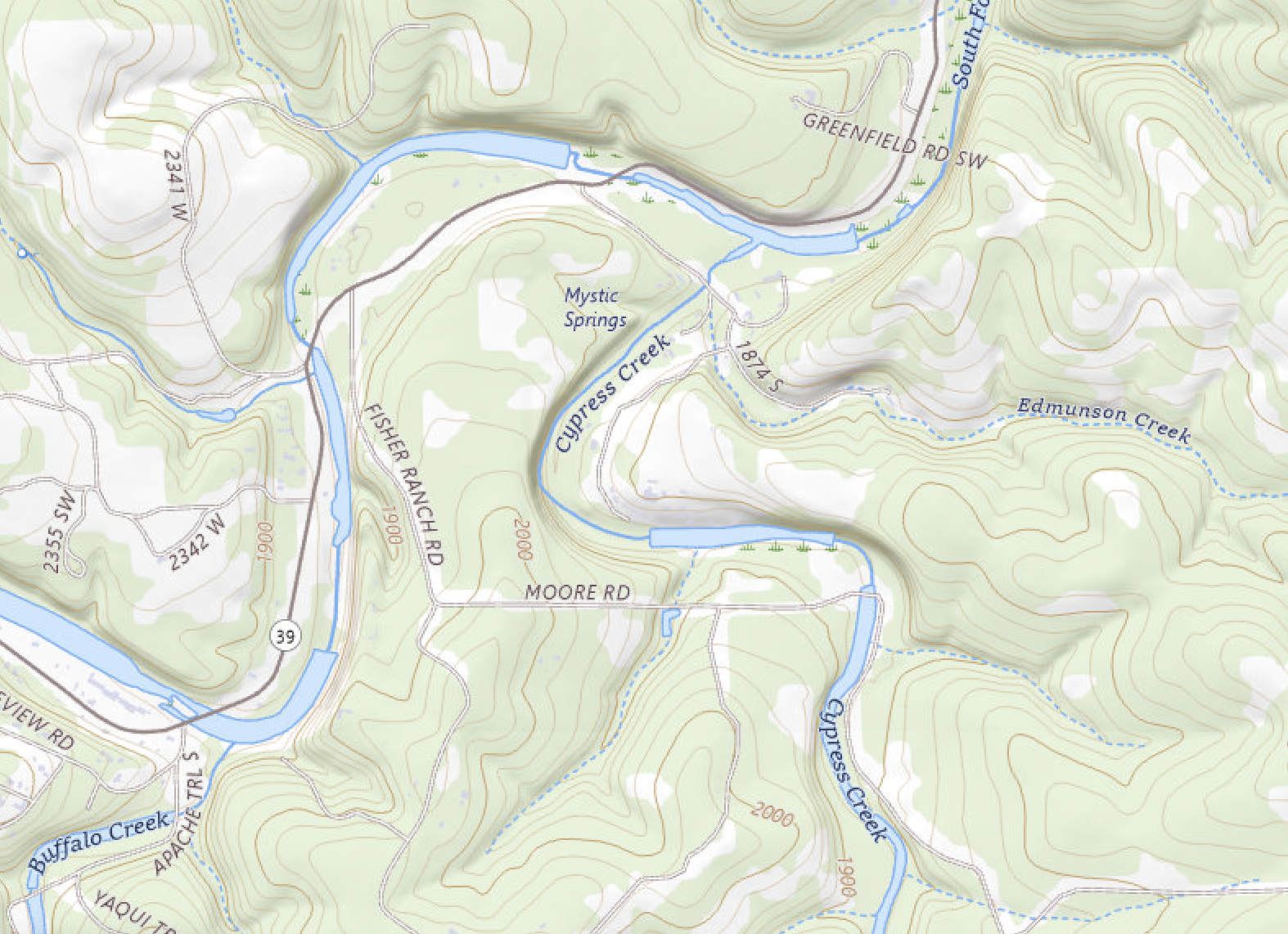
Лагерь Мистик расположен рядом со слиянием Сайпресс-Крик и реки Гуадалупе

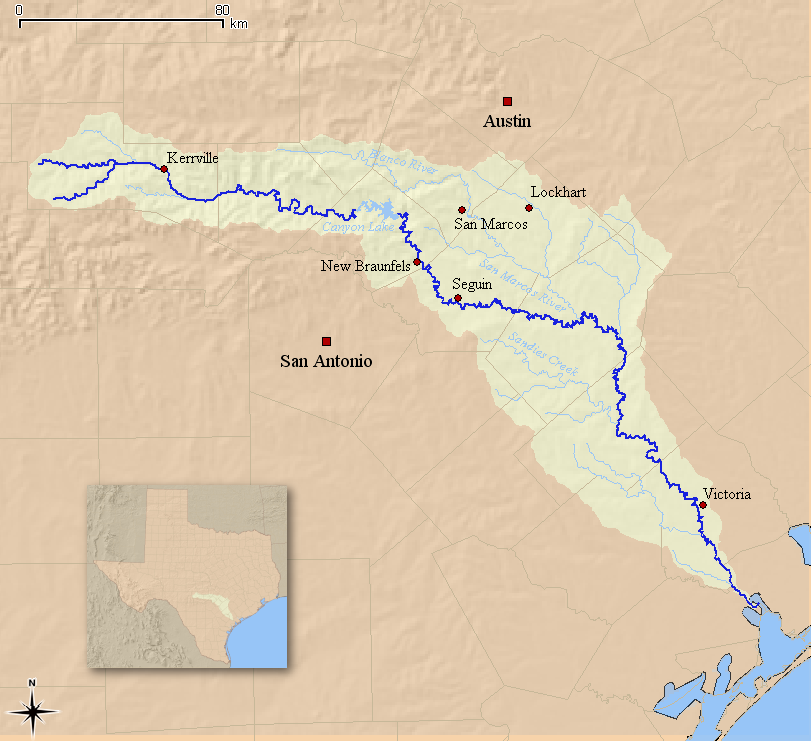
Водосбор реки Гуадалупе. Наводнения затрагивают верховья, выше по течению от дамбы озера Каньон

Рано утром 4 июля 170 мм дождя выпало всего за три часа, что привело к многочисленным водным спасательным операциям. В Ханте, где два рукава реки Гуадалупе сливаются, речной уровнемер зафиксировал подъём на 6,7 м за 2 часа, прежде чем вышел из строя, когда уровень достиг 8,8 м. Ниже по течению в Кервилле река поднялась до 6,4 м. Ещё дальше вниз по течению, в Комфорте, она поднялась до 9,10 м. Город Кервилл объявил объявление о бедствии 4 июля после наводнений. В общей сложности 130—280 мм дождя выпало в некоторых районах, которые испытали значительные последствия от наводнений.
Наводнения продолжались в субботу, 5 июля с объявлением ещё двух чрезвычайных ситуаций из-за внезапных наводнений для районов вокруг озера Травис к северу от Остина. Позже была объявлена третья чрезвычайная ситуация из-за внезапного наводнения для центральной части округа Комал, отмечая, что «местные правоохранительные органы сообщили о наводнении реки Гуадалупе». 520 мм дождя выпало к северо-западу от Стритера.

## Жертвы
По состоянию на 8 июля 111 человек были подтверждены погибшими в результате наводнений. По меньшей мере 27 смертей были подтверждены в округе Керр и по меньшей мере одна в соседнем округе Кендалл. 
Двое из погибших были в детском лагере «Мистик» в районе Ханта. От 23 до 25 детей, все девочки, отдыхавшие в этом летнем детском лагере, были объявлены пропавшими без вести. По состоянию на 5 июля ни один из пропавших без вести отдыхающих из этого лагеря не был официально найден. 7 июля было подтверждено. что погибло 27 детей и сотрудников из этого детского лагеря, ещё 10 детей и один сотрудник числились пропавшими без вести.

## Критика действий властей
Ряд СМИ указывают, что сокращения бюджета и штата сотрудников Национального управления океанических и атмосферных исследований в результате политики президента США Дональда Трампа по сокращению расходов могли способствовать тому, что не было необходимых предупреждений о наводнении.